# Chevincourt
Chevincourt é uma comuna francesa na região administrativa de Altos da França, no departamento de Oise. Estende-se por uma área de 8,16 km². Em 2010 a comuna tinha 878 habitantes (densidade: 107,6 hab./km²).